# Alcis leechi
Alcis leechi är en fjärilsart som beskrevs av Rudolf Püngeler 1898. Alcis leechi ingår i släktet Alcis och familjen mätare. Inga underarter finns listade i Catalogue of Life.